# Carreras de cabras

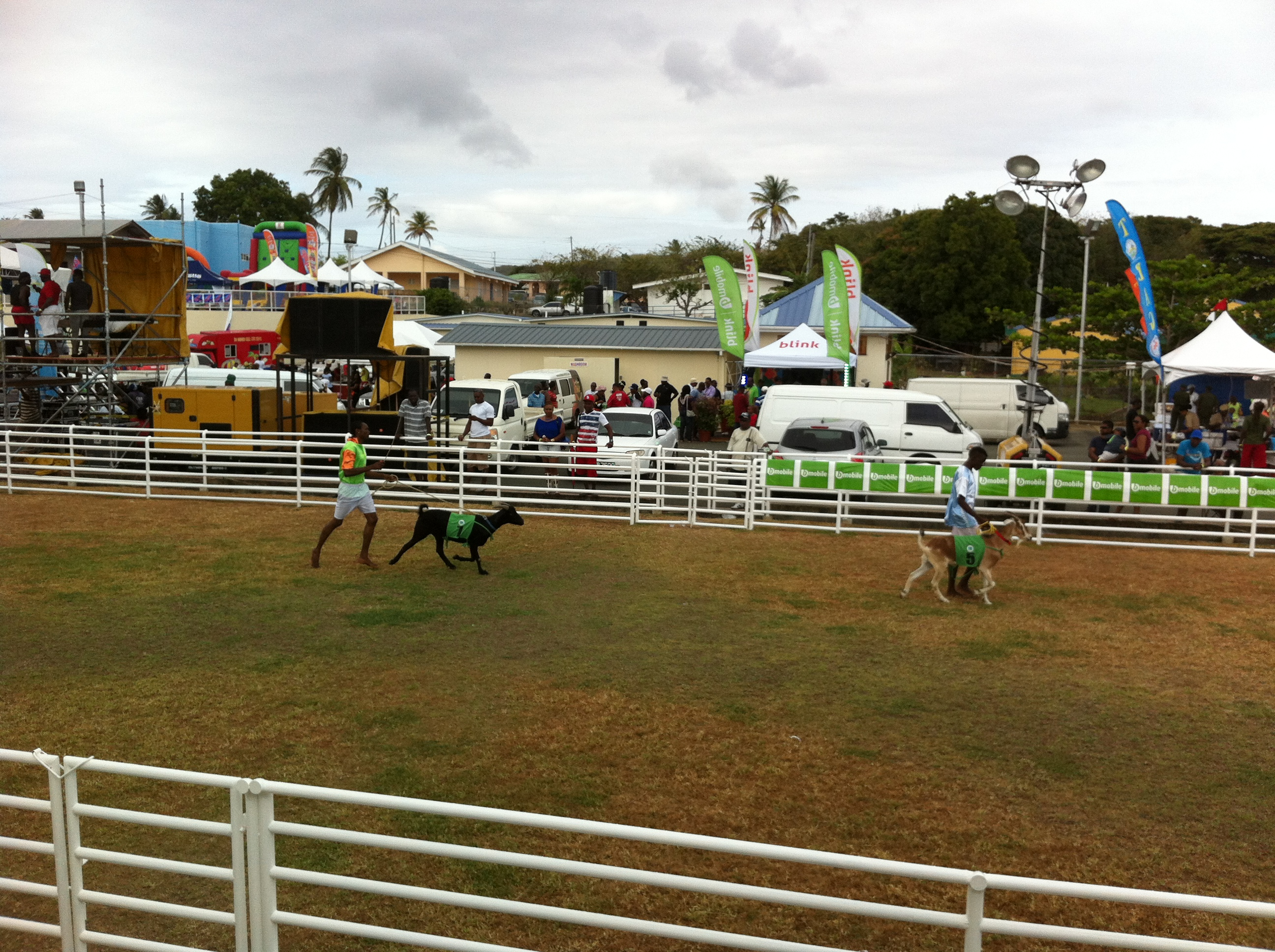
Una carrera de cabras

Las carreras de cabras (en inglés: Goat racing) son un deporte originado en Trinidad y Tobago, concretamente en el pueblo de Buccoo, en la isla de Tobago. Las carreras de cabras, iniciadas en 1925, ocurren históricamente el martes después del día de Pascua, que se conoce como "Martes de Pascua" en Trinidad y Tobago y es un día festivo no oficial en Tobago. Hoy en día, se llama el Festival de carreras de cabras de Buccoo, y es un evento que atrae a miles de espectadores, principalmente de la isla de Trinidad. El Festival de carreras de cabras de Buccoo es el festival más aclamado internacionalmente de Tobago.
A principios del siglo XX, dado que las carreras de caballos estaban reservadas para la élite local, las carreras de cabras se desarrollaron como el equivalente para los pobres. Como las carreras de caballos se llevan a cabo tradicionalmente el Lunes de Pascua (el lunes después de Pascua), el Martes de Pascua (el día después del Lunes de Pascua) fue elegido para realizar carreras de cabras por el Comité del Festival de Carrera de Cabras de Buccoo, un sub-comité del Ayuntamiento de Buccoo, que organiza la carrera anualmente.
Al igual que en las carreras de caballos, las cabras reciben un nombre. Con una cuerda atada alrededor del cuello de la cabra, el jinete generalmente corre inmediatamente detrás o al lado de la cabra para impulsarla. El día de la carrera, los jinetes y las cabras corren por una pista de hierba de 91 metros.
El día de la carrera, hay un desfile de cabras y jinetes por Buccoo con comentaristas que indican qué cabras son las favoritas para ganar en sus carreras. Esto suele ir seguido de un programa cultural y una breve ceremonia formal. Las carreras de cabras comienzan después de estos eventos. Al igual que los caballos de carreras, algunas cabras pueden causar problemas en la casilla de salida. Las carreras están patrocinadas por compañías locales y van acompañadas de muchos gritos mientras los espectadores apoyan a sus favoritos. Los espectadores pueden votar y apostar por sus cabras favoritas. Los premios se otorgan a las cabras ganadoras. Intercalados a lo largo de las carreras de cabras hay más programas culturales y vendedores de delicias locales, a veces afuera de sus hogares. El día concluye al atardecer con una gran fiesta en la calle.